# Mens sana in corpore sano

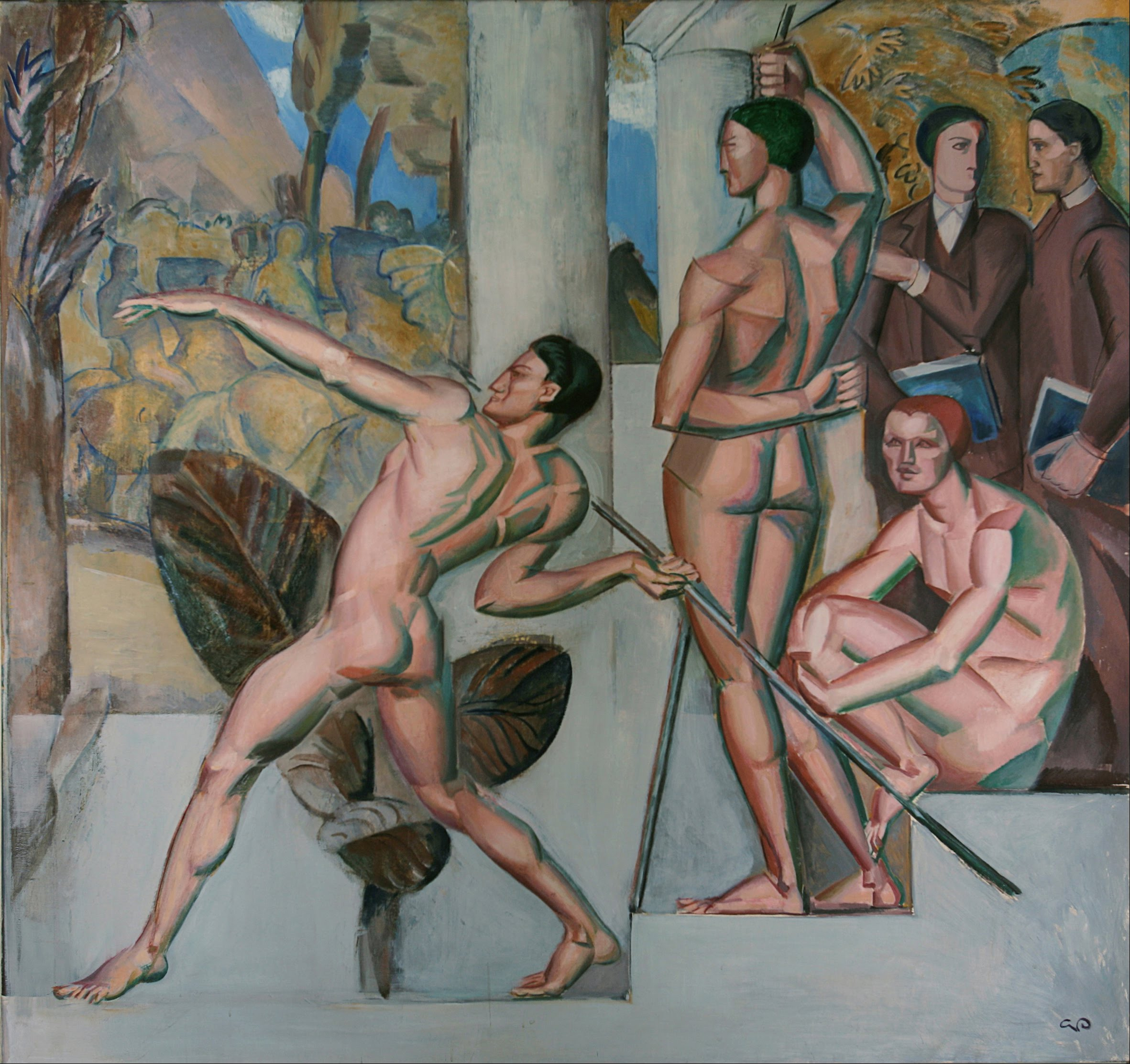
Mens sana in corpore sano, al frescomålning av Georg Pauli i aulan i Per Brahegymnasiet i Jönköping, 1912

Mens sana in corpore sano är ett latinskt uttryck som betyder ”en sund själ i en sund kropp”. 
Det fullständiga citatet, som lyder Orandum est ut sit mens sana in corpore sano, kommer från den romerske författaren Juvenalis – Satirer X (10). Det översätts till ”du skall bedja för att få en sund själ i en sund kropp”.
Uttrycket taget ur sitt sammanhang misstolkas ofta som att endast den som har en sund kropp har en sund själ. 
Idrottssällskapet Örgryte IS ifrån Göteborg använder denna fras som slogan, liksom Sveriges äldsta skolidrottsförening – Skol-IF Sparta – på Per Brahegymnasiet i Jönköping. Även Lundsbergs skola har frasen som motto.